# On the Spur of the Moment
On the Spur of the Moment – piąty album studyjny amerykańskiego pianisty jazzowego Horace’a Parlana, wydany z numerem katalogowym BLP 4074 w 1961 roku przez Blue Note Records.

## Powstanie
Materiał na płytę został zarejestrowany 18 marca 1961 roku przez Rudy'ego Van Geldera w należącym do niego studiu (Van Gelder Studio) w Englewood Cliffs w stanie New Jersey. Produkcją płyty zajął się Alfred Lion. Wydanie CD z 1998 zawiera dodatkowo wersje alternatywne dwóch utworów.

## Lista utworów
Opracowano na podstawie materiału źródłowego.
Wydanie LP
Strona A
| Nr | Tytuł utworu                | Muzyka        | Długość |
| -- | --------------------------- | ------------- | ------- |
| 1. | „On the Spur of the Moment” | Horace Parlan | 5:52    |
| 2. | „Skoo Chee”                 | Booker Ervin  | 10:55   |
| 3. | „And That I Am So in Love”  | Harold Ousley | 5:04    |
|    |                             |               | 21:51   |

Strona B
| Nr | Tytuł utworu | Muzyka         | Długość |
| -- | ------------ | -------------- | ------- |
| 1. | „Al’s Tune”  | Booker Ervin   | 7:02    |
| 2. | „Ray C.”     | Leon Mitchell  | 6:45    |
| 3. | „Pyramid”    | Roger Williams | 4:50    |
|    |              |                | 18:37   |

Utwory dodatkowe na reedycji (1998)
| Nr | Tytuł utworu                                 | Muzyka         | Długość |
| -- | -------------------------------------------- | -------------- | ------- |
| 1. | „On the Spur of the Moment (alternate take)” | Horace Parlan  | 7:55    |
| 2. | „Pyramid (alternate take)”                   | Roger Williams | 6:31    |
|    |                                              |                | 14:26   |

## Twórcy
Opracowano na podstawie materiału źródłowego.
Muzycy:
- Horace Parlan — fortepian
- Tommy Turrentine — trąbka
- Stanley Turrentine — Saksofon tenorowy
- George Tucker — kontrabas
- Al Harewood – perkusja

Produkcja:
- Alfred Lion – produkcja muzyczna
- Rudy Van Gelder – inżynieria dźwięku
- Reid Miles – projekt okładki
- Francis Wolff – fotografia na okładce
- Ira Gitler – liner notes
- Michael Cuscuna – produkcja muzyczna (reedycja z 1998)